# Société d’Appareils de Transports et de Manutentions Électriques
Die Société d’Appareils de Transports et de Manutentions Électriques war ein französischer Hersteller von Automobilen.

## Unternehmensgeschichte
Das Unternehmen aus Paris begann 1922 mit der Produktion von Automobilen. Der Markenname lautete Satme. 1923 endete die Produktion.

## Fahrzeuge
Im Angebot standen Elektroautos. Die leichten Fahrzeuge boten Platz für zwei Personen. Der Elektromotor und die Batterien befanden sich vorne im Fahrzeug unter einer Haube, die der Motorhaube eines Benzinautos ähnelte. Davor befand sich eine Kühlergrill-Attrappe. Der Motor war mit einem gewöhnlichen Getriebe gekoppelt und trieb die Hinterachse an.